# Натхајм
Натхајм (њем. Nattheim) општина је у њемачкој савезној држави Баден-Виртемберг. Једно је од 11 општинских средишта округа Хајденхајм. Према процјени из 2010. у општини је живјело 6.273 становника. Посједује регионалну шифру (AGS) 8135026.

## Географски и демографски подаци
Натхајм се налази у савезној држави Баден-Виртемберг у округу Хајденхајм. Општина се налази на надморској висини од 560 метара. Површина општине износи 45,0 km². У самом мјесту је, према процјени из 2010. године, живјело 6.273 становника. Просјечна густина становништва износи 139 становника/km².

## Међународна сарадња
| Мјесто       | Држава   | Врста сарадње | Од    |
| ------------ | -------- | ------------- | ----- |
| Хајдусобосло | Мађарска | контакт       | 2000. |
| Жамбек       | Мађарска | контакт       | 2000. |
| Извор        |          |               |       |